# Джуца 1-я (река)
Джуца 1-я (Балка Богатинская) — река в России, протекает в Предгорном районе Ставропольского края. Длина реки составляет 19 км. Площадь водосборного бассейна — 39,7 км².
Исток реки находится на склонах горы Верхний Джинал в составе Джинальского хребта. Вместе с рекой Джуца 2-я является левой составляющей реки Джуца, устье находится в 7,5 км по левому берегу реки.

## Данные водного реестра
По данным государственного водного реестра России относится к Западно-Каспийскому бассейновому округу, водохозяйственный участок реки — Подкумок от города Кисловодск и до устья. Речной бассейн реки — Бессточные районы междуречья Терека, Дона и Волги.
Код объекта в государственном водном реестре — 07010000512108200001875.